# Ponte dei Servi
Il Ponte dei Servi è un'opera ingegneristica in cemento e ferro realizzata sul fiume Sarca, in Trentino-Alto Adige.

## Storia

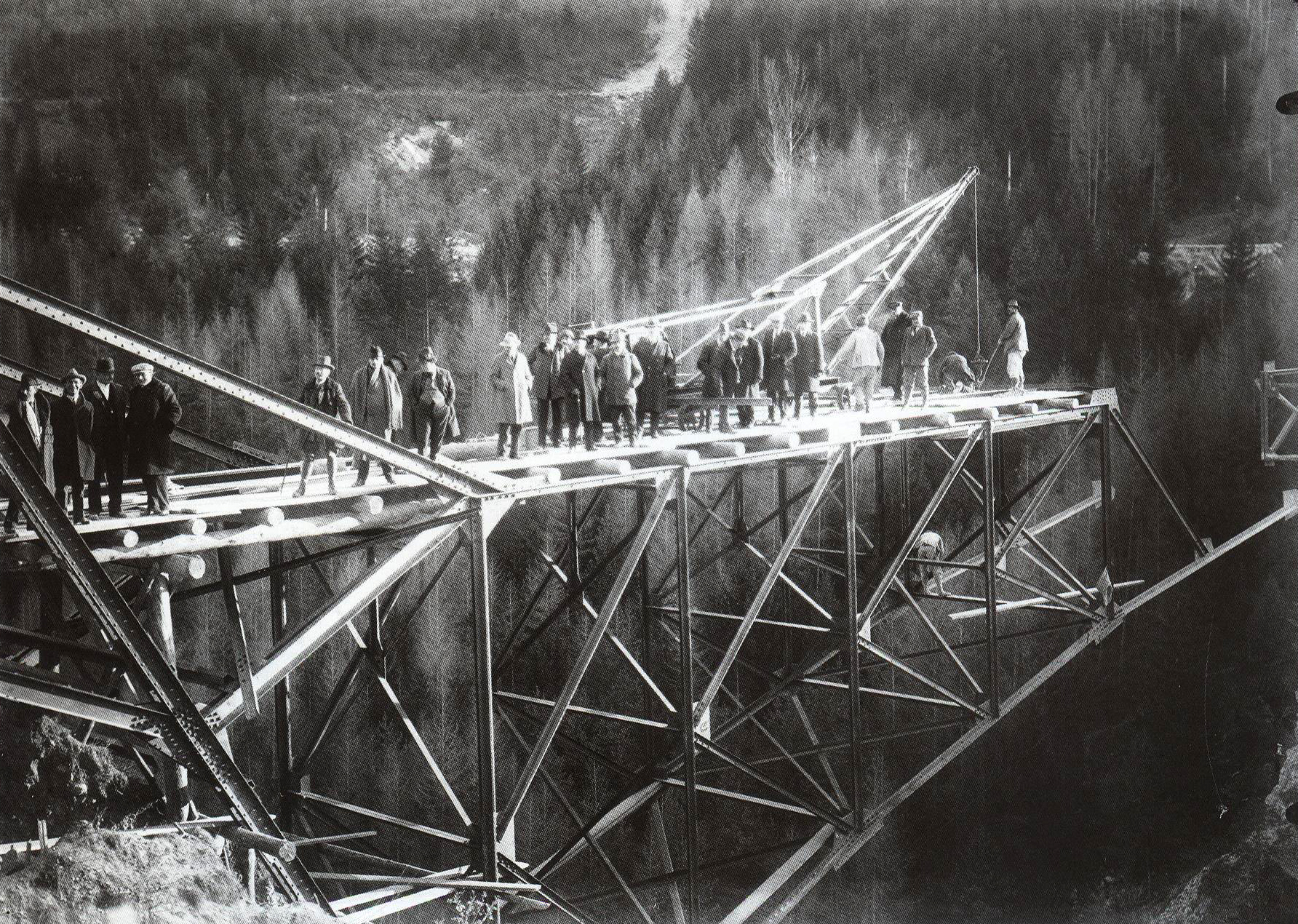
Il ponte in construzione in una foto di Sergio Perdomi

Con i suoi 86 metri, è tra i ponti più alti del Trentino-Alto Adige ed ha una lunghezza complessiva di 72 metri.
Il primo ponte in ferro, opera ardita per il tempo, venne inaugurato nel 1923 dal sindaco di Stenico, Tebano Todeschini. Seriamente compromesso dall'aumentare del traffico e dalle sollecitazioni del trasporto dei macchinari della SISM per la realizzazione degli impianti Sarca-Molveno-Santa Massenza, fu completamente rifatto nel 1956, questa volta in cemento armato, dalla ditta dei fratelli Alessandro e Fabio Conci.
Il ponte continua a rappresentare un nodo viario cruciale per l'attraversamento del fiume Sarca: collega infatti la strada statale 237 del Caffaro e la strada statale 421 dei Laghi di Molveno e Tenno, nei pressi di Villa Banale nel comune di Stenico.